# Canon d'avant-bras

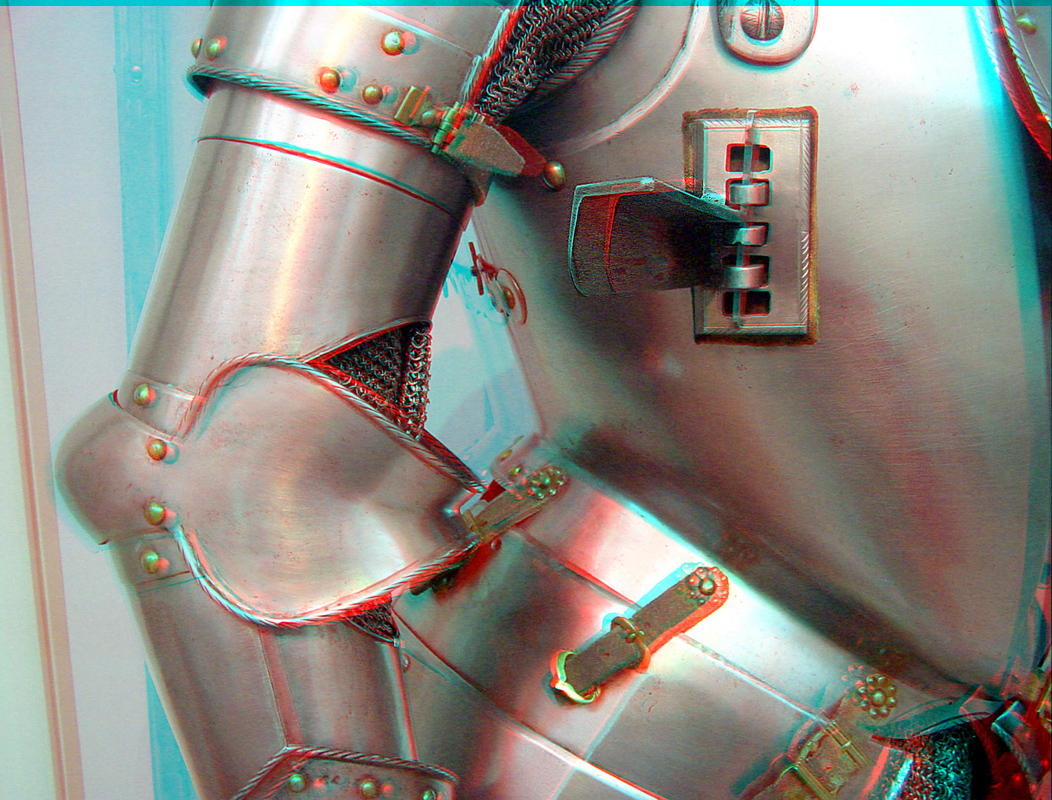
Image montrant le canon d'avant-bras, qui s'articule avec le canon d'arrière-bras grâce à la cubitière.

Le canon d'avant-bras ou brassard d'avant-bras est une pièce constitutive de l'armure. Il est relié au canon d'arrière-bras (ou brassard d'arrière-bras) par la cubitière.